# Septifer
Septifer is een geslacht van tweekleppigen uit de familie Mytilidae.

## Soorten
- Septifer bifurcatus (Conrad, 1837)
- Septifer bilocularis (Linnaeus, 1758)
- Septifer cumingii Récluz, 1849
- Septifer excisus (Wiegmann, 1837)
- Septifer huttoni (Cossmann, 1916) †
- Septifer keenae Nomura, 1936
- Septifer ramulosus (Viader, 1951)
- Septifer rudis Dall, Bartsch & Rehder, 1938
- Septifer rufolineatus (E. A. Smith, 1911)
- Septifer torquatus (P. Marshall, 1918) †
- Septifer virgatus (Wiegmann, 1837)
- Septifer zeteki Hertlein & Strong, 1946